# Bacchisa nigricornis
Bacchisa nigricornis är en skalbaggsart som beskrevs av Stefan von Breuning 1969. Bacchisa nigricornis ingår i släktet Bacchisa och familjen långhorningar.
Artens utbredningsområde är Laos. Inga underarter finns listade.